# Pachnoda helleri
Pachnoda helleri är en skalbaggsart som beskrevs av Moser 1910. Pachnoda helleri ingår i släktet Pachnoda och familjen Cetoniidae. Inga underarter finns listade i Catalogue of Life.